# Tongeia
Tongeia  (лат.) — род дневных бабочек из семейства Голубянки (Lycaenidae).

## Описание
Глаза голые. Крылья у обоих полов сверху темно-бурые, часто с дискальной точкой на переднем крыле и голубоватыми скобочками по краю крыла. Фон нижней стороны крыльев белый, постдискальные черные точки крупные, у края проходит двойной ряд прикраевых точек, внутри дискальной ячейки у корня часто имеется мелкая чёрная точка.  В гениталиях самца вальва короче эдеагуса, апикальный вырост короткий, эдеагус в латеральном плане изогнутый, с зубцом на нижней стороне апекса. Ветви гнатоса слегка изогнуты и сужаются к вершине.
Ареал рода умеренную часть Восточной Азии. Многие таксоны описаны в последнее время из Китая. Голубянка Фишера встречается на Южном Урале.
Обитают на скалистых склонах, где растут кормовые растения гусениц — различные виды горноколосника (Orostachys).

## Список видов
Род включает 13 видов:
- Tongeia amplifascia
- Tongeia bella
- Tongeia confusa
- Tongeia davidi
- Tongeia filicaudis
- Голубянка Фишера (Tongeia fischeri)
- Tongeia hainani
- Tongeia ion
- Tongeia kala
- Tongeia menpae
- Tongeia potanini
- Tongeia pseudozuthus
- Tongeia zuthus